# Mira Antonitsch
Mira Antonitsch (* 16. Dezember 1998 in Wien) ist eine ehemalige österreichische Tennisspielerin.

## Karriere
Mira Antonitsch ist die Tochter des ehemaligen ATP-Tennisspielers Alex Antonitsch und Schwester des Eishockeyspielers Sam Antonitsch. Sie begann mit fünf Jahren das Tennisspielen und spielt hauptsächlich Turniere auf der ITF Women’s World Tennis Tour, bei denen sie zwei Titel im Einzel und vier im Doppel gewinnen konnte. Als österreichische Nachwuchsspielerin war sie Mitglied der Generali-Young-Ladies.
2015 gewann sie zu Beginn des Jahres mit ihrer Partnerin Tamara Zidanšek den Titel im Doppel des J1 Salinas. Auf der WTA Tour erhielt sie beim Nürnberger Versicherungscup und den Nürnberger Gastein Ladies in Bad Gastein sowie bei den Generali Ladies Linz jeweils eine Wildcard für die Qualifikation; sie schied aber bei allen drei Turnieren bereits in ihrem Auftaktmatch aus. Im August konnte sie in Pörtschach zusammen mit Julia Grabher ihr erstes ITF-Turnier im Doppel gewinnen.
2016 startete siw zu Beginn des Jahres bei den 2016, wo sie im Juniorinneneinzel nach einem knappen Dreisatz-Sieg mit 6:1, 4:6 und 8:6 gegen Mayuka Aikawa in der zweiten Runde mit 6:75 und 3:6  gegen Pranjala Yadlapalli verlor. Im Juniorinnendoppel erreichte sie mit Partnerin Panna Udvardy das Viertelfinale. Im Mai erhielt sie wiederum eine Wildcard für das Hauptfeld im Dameneinzel des Nürnberger Versicherungscup, wo sie in der ersten Runde gegen Lessja Zurenko mit 5:7 und 1:6 verlor. Bei den French Open Ende Mai erreichte sie im Juniorinneneinzel mit einem 6:3 und 7:5 Sieg gegen Ayumi Miyamoto die zweite Runde, wo sie dann gegen Usue Maitane Arconada mit 1:6 und 4:6 verlor. Im Juniorinnendoppel erreichte sie mit Partnerin Mirjam Björklund das Achtelfinale. Anfang August konnte sie ihren ersten ITF-Titel im Einzel beim Turnier in Wien gegen Petra Krejsová gewinnen. Bei den US Open erreichte sie im Juniorinneneinzel mit einem 6:1 und 6:3 Sieg über María Carlé die zweite Runde, wo sie dann gegen Sofia Kenin mit 4:6 und 1:6 verlor. Im Juniorinnendoppel scheiterte sie mit Partnerin Panna Udvardy bereits in der ersten Runde mit 4:6 und 5:7 an der Paarung Paula Arias Manjón und Eva Guerrero Álvarez. Anfang Oktober erhielt sie eine Wildcard für die Qualifikation zum Hauptfeld im Dameneinzel der Generali Ladies Linz. Sie verlor ihr erstes Mach gegen Tamara Korpatsch mit 2:6 und 1:6.
2017 gewann sie im März und Mai zwei weitere ITF-Titel im Doppel. Beim Nürnberger Versicherungscup erreichte sie in der Qualifikation mit einem 7:66 und 6:3 Sieg gegen Walerija Solowjowa die zweite Runde, verlor dann aber in der Qualifikationsrunde mit 7:5, 1:6 und 1:6 gegen Alexandra Cadanțu-Ignatik. Anschließend wurden Knochenmarködeme diagnostiziert, so dass sie bie Mai 2018 pausieren musste.
2018 erreichte sie Ende Mai in Antalya das Halbfinale eines W15 und konnte einen ITF W15 Doppeltitel gewinnen. Im weiteren Jahresverlauf erreichte sie ein paar Halb- und Viertelfinals, konnte aber keine weiteren Titel gewinnen.
In der deutschen Bundesliga spielte sie 2015, 2017 und 2018 in der 2. Liga für den LTTC Rot-Weiß Berlin.
2019 wurde sie erstmals für die Österreichische Fed-Cup-Mannschaft nominiert. Bei ihrem ersten Doppel erreichte sie in der Begegnung gegen Bosnien und Herzegowina zusammen mit Sinja Kraus einen kampflosen Sieg gegen Anita Husarić und Jelena Simić.
2020 erreichte sie nach der COVID-19-Pandemie im August das Einzelfinale des W15 Cordenons, wo sie gegen Zheng Qinwen mit 1:6 und 0:6 verlor. Anfang November startete sie bei den Upper Austria Ladies Linz, wo sie in der Qualifikation zum Dameneinzel in der ersten Runde mit 2:6 und 4:6 an Jaqueline Cristian scheiterte. Auch im Doppel, wo sie mit Partnerin Julia Grabher antrat, scheiterten die beiden mit 3:6 und 2:6 an der an Position zwei gesetzten Paarung Gabriela Dabrowski und Wera Swonarjowa. Nach dem Turnier wurde eine Plantarfasziitis diagnostiziert, durch die sie zwei Jahre pausieren musste.
2022 erhielt sie eine Wildcard für das Hauptfeld im Dameneinzel der mit 25.000 US-Dollar dotierten Carinthian Ladies Lake’s Trophy, wo sie das Achtelfinale erreichte.
Von Anfang 2023 bis Oktober musste sie wegen einer Gastritis pausieren. Ihr letztes internationales Turnier spielte Antonitsch im November 2023. Auf Grund von Verletzungen, zuletzt an der Schulter, erklärte sie 2025 ihren Rücktritt.

## Turniersiege

### Einzel
| Nr. | Datum          | Turnier    | Kategorie   | Belag | Finalgegnerin   | Ergebnis        |
| --- | -------------- | ---------- | ----------- | ----- | --------------- | --------------- |
| 1.  | 6. August 2016 | Wien       | ITF $10.000 | Sand  | Petra Krejsová  | 3:6, 7:62, 7:62 |
| 2.  | 9. Juni 2019   | Banja Luka | ITF $15.000 | Sand  | Barbora Miklová | 6:3, 6:3        |

### Doppel
| Nr. | Datum            | Turnier    | Kategorie   | Belag     | Partnerin          | Finalgegnerinnen                    | Ergebnis          |
| --- | ---------------- | ---------- | ----------- | --------- | ------------------ | ----------------------------------- | ----------------- |
| 1.  | 28. August 2015  | Pörtschach | ITF $10.000 | Sand      | Julia Grabher      | Iva Primorac Janina Toljan          | 6:2, 6:1          |
| 2.  | 25. März 2017    | Iraklio    | ITF $15.000 | Sand      | Karman Kaur Thandi | Olha Jantschuk Despina Papamichail  | 6:0, 6:3          |
| 3.  | 6. Mai 2017      | Győr       | ITF $15.000 | Sand      | Panna Udvardy      | Tamara Čurović Xin Wang             | 6:1, 6:2          |
| 4.  | 26. Mai 2018     | Antalya    | ITF $15.000 | Sand      | Johana Marková     | Haruna Arakawa Magdaléna Pantůčková | 6:3, 7:5          |
| 5.  | 26. Oktober 2019 | Antalya    | ITF $15.000 | Hartplatz | Gabriella Taylor   | Wiktorija Dema Noa Liauw a Fong     | 6:4, 6:75, [10:3] |

## Abschneiden bei Grand-Slam-Turnieren

### Juniorinneneinzel
| Turnier         | 2016 | Karriere |
| --------------- | ---- | -------- |
| Australian Open | 2    | 2        |
| French Open     | 2    | 2        |
| Wimbledon       | —    | —        |
| US Open         | 2    | 2        |

Zeichenerklärung: S = Turniersieg; F, HF, VF, AF = Einzug ins Finale / Halbfinale / Viertelfinale / Achtelfinale; 1, 2, 3 = Ausscheiden in der 1. / 2. / 3. Hauptrunde; nicht ausgetragen

### Juniorinnendoppel
| Turnier         | 2016 | Karriere |
| --------------- | ---- | -------- |
| Australian Open | VF   | VF       |
| French Open     | AF   | AF       |
| Wimbledon       | —    | —        |
| US Open         | 1    | 1        |

## Weltranglistenpositionen am Saisonende
| Jahr   | 2015 | 2016 | 2017 | 2018 | 2019 | 2020 | 2021 |
| ------ | ---- | ---- | ---- | ---- | ---- | ---- | ---- |
| Einzel | 1100 | 667  | 657  | 871  | 644  | 641  | 821  |
| Doppel | 1034 | 1142 | 838  | 1037 | 717  | 715  | 892  |